# 外ヶ浜町立三厩中学校
外ヶ浜町立三厩中学校（そとがはまちょうりつ みんまやちゅうがっこう）は、青森県東津軽郡外ヶ浜町三厩にある公立中学校。

## 沿革
（沿革節の出典:『青森県教育史』（青森県教育委員会・1973年12月20日発行）898頁「学校沿革 中学校 三厩中学校」(昭和時代分まで)）
- 1947年（昭和22年）
  - 4月1日 - 学校教育法（旧法）施行により、三厩村立三厩中学校設立。当時は、三厩小学校校舎に併設。
  - 4月21日 - 開校式挙行。
- 1957年（昭和32年）12月28日 - 字桃ヶ丘62番地に新校舎完成し、移転式挙行。
- 1958年（昭和33年）
  - 3月3日 - 校歌制定。
  - 10月21日 - 講堂落成式挙行。
- 1959年（昭和34年）1月1日 - 校旗樹立。
- 1995年（平成7年）4月1日 - 宇鉄中学校を併合[1]。
- 1996年（平成8年）
  - 4月1日 - 現在地に統合新校舎完成[2]し、移転完了。
  - 9月14日 - 体育館竣工式挙行。
- 1997年（平成9年）11月27日 - 体育館にて、修祓式と竣工落成式典挙行。
- 2004年（平成16年）10月10日 - 統合10周年記念式典挙行。
- 2005年（平成17年）3月28日 - 外ヶ浜町誕生により、外ヶ浜町立三厩中学校に改称。
- 2015年（平成27年）10月17日 - 統合20周年記念式典挙行。

## 生徒数
2023年（令和5年）5月1日現在
| 学年 | 1年 | 2年 | 3年 | 特別支援   | 合計 |
| ---- | --- | --- | --- | ---------- | ---- |
| 学級 | 0.5 | 0.5 | 1   | 1          | 3    |
| 生徒 | 4   | 5   | 5   | 1 （内数） | 14   |

- 学級数0.5は、複式学級を表す。

## 学区
- 外ヶ浜町三厩地区（旧三厩村域）

## 周辺
- 国道339号
- ふるさとセンター
- あじさいロード
- 三厩野球場

## その他
- 本校は生徒数が少ない事から、今別町立今別中学校と統合し、組合立中学校に再編する案や、三厩小学校との小中一貫校に再編する案が出されている[4]。
- 一級へき地学校に認定されている[5]。

## アクセス
- 外ヶ浜町循環バス「元宇鉄」バス停から、徒歩約550m・約9分（直線距離だと約140mと近いが、道路の関係で遠回りとなる）。
- JR津軽線三厩駅から、
  - 車で約6.8km・約13分。
  - 先述の「外ヶ浜町循環バス」で、元宇鉄バス停まで、14分（朝の三厩駅行2本のみ所要時間19分[6]）。